# Ogmoelachertus
Ogmoelachertus is een geslacht van vliesvleugeligen uit de familie Eulophidae. De wetenschappelijke naam van dit geslacht is voor het eerst geldig gepubliceerd in 2000 door Schauff.

## Soorten
Het geslacht Ogmoelachertus is monotypisch en omvat slechts de volgende soort:
- Ogmoelachertus mandibularis Schauff, 2000